# Scutiger jiulongensis
Scutiger jiulongensis är en groddjursart som beskrevs av Fei, Ye, Jiang in Fei, Jiang, Ye och Cheng 1995. Scutiger jiulongensis ingår i släktet Scutiger och familjen Megophryidae. IUCN kategoriserar arten globalt som otillräckligt studerad. Inga underarter finns listade i Catalogue of Life.